# Kateb Yacine
Yacine Kateb, ma firmatosi sempre Kateb Yacine (IPA: [kæːtb jæːsiːn]) (in arabo كاتب ياسين‎?; Zighoud Youcef, 6 agosto 1929 – La Tronche, 28 ottobre 1989), è stato uno scrittore, drammaturgo, poeta, giornalista e attivista algerino.

## Biografia
Kateb Yacine nacque a Zighoud Youcef, nella provincia di Costantina (nell'allora Algeria francese), in una famiglia marabuttica di etnia chaoui ed originaria di Hammam N'bails (oggi Kbeltiya ou Keblout), un piccolo villaggio della provincia di Guelma (nella regione dell'Aurès), figlio di Mohamed, di professione avvocato, e Yasmina Kateb. La sua famiglia vantava una lunga tradizione di studiosi e letterati (il loro stesso cognome, Kātib, significa infatti "scrittore"), con suo nonno materno che fu bach adel, ovvero il vice di un giudice coranico, presso la stessa Zighoud Youcef. 
Il giovane Yacine, a causa degli spostamenti lavorativi del padre, compie i propri studi dapprima presso una scuola coranica di Sedrata nel 1934, poi presso una scuola pubblica coloniale di Lafayette (oggi Bougaa) nel 1935 e, infine, presso un istituto privato di Sétif, il Lycée Albertini (ridenominato poi Mohamed Kerouani a seguito dell'indipendenza), nel 1941. È però costretto ad interrompere la sua carriera scolastica al terzo anno, quando venne tratto in arresto durante una manifestazione nazionalista pro-indipendenza, culminata con la brutale repressione dei manifestanti algerini da parte delle forze di polizia ed esercito francesi, l'8 maggio del 1945. Sosteneva di avere scoperto in quell'occasione, quando venne arrestato senza aver fatto nulla, i suoi due grandi amori: la rivoluzione e la poesia. Rimase in carcere due mesi e, quando ne uscì era diventato un fervente sostenitore della causa nazionale algerina. Tempo dopo, grazie ai buoni uffici paterni, riuscì a conseguire il diploma presso il liceo di Bône (oggi Annaba).
Il suo primo libro apparve nel 1946, quando aveva solo 17 anni. Nel 1947 visitò per la prima volta la Francia, la «tana del leone» come ebbe a definirla, dove in seguito si trasferì.
Negli anni tra il 1948 e il 1951 lavorò come giornalista presso il quotidiano locale di ispirazione marxista Alger Républicain, e dopo il 1952 lavorò anche come portuale, lavoro che ben presto abbandonò per dedicarsi interamente alla scrittura. Viaggiò molto, in Francia, Europa e Asia, facendo ritorno in Algeria solo all'inizio degli anni '70. In Algeria fondò una compagnia teatrale (A.C.T. Activité Culturelle des Travailleurs), che venne però sciolta nel 1979 mentre lui venne inviato a dirigere (fino al 1981), il piccolo teatro periferico di Sidi Bel Abbès. A questo periodo risale la maggior parte dei suoi lavori in arabo dialettale. Ammalato di leucemia, rientrò in Francia nel 1988 e morì l'anno successivo, a Grenoble. Nel 1986 gli era stato conferito dal Ministero della Cultura francese il Grand Prix national des lettres.
Probabilmente la sua opera più conosciuta è il romanzo Nedjma (1956, tradotta in molte lingue), che descrive una donna amata e contesa da quattro uomini (un'immagine trasparente della sua patria, l'Algeria). Tra gli altri suoi lavori si segnalano il romanzo Le Polygone étoilé ("Il poligono stellato", 1966), la raccolta di poesie Soliloques ("Soliloqui", 1946) e le antologie di pezzi teatrali Le cercle des représailles ("Il cerchio delle rappresaglie", 1959) e L'homme aux sandales de caoutchouc ("L'uomo dai sandali di gomma", 1970).
Per Kateb Yacine la questione linguistica era cruciale. Fervente sostenitore della causa del popolo, amava scrivere i suoi pezzi teatrali in arabo dialettale, comprensibile da tutti, rifiutando la lingua classica, artificiosa e ristretta alle élite colte. D'altra parte, la lingua che gli diede la fama fu il francese, e in francese compose la maggior parte delle sue opere. Istruito nella lingua del colonizzatore, considerava la lingua francese "bottino di guerra" degli Algerini. Inoltre, benché la sua famiglia non parlasse più berbero, si sforzò di studiarlo e curò personalmente la trasposizione in questa lingua di diversi suoi lavori.
La sua opera rispecchia la ricerca di identità da parte di un paese dalle molte culture e le aspirazioni di un popolo.

La sua posizione politica decisamente orientata in senso marxista, e il suo atteggiamento estremamente laico lo resero poco amato dai gruppi religiosi del suo paese, al punto che quando morì ci fu chi propose (l'egiziano Mohamed El Ghazali) di precludergli una sepoltura nel suo paese, in un cimitero musulmano. Invece il funerale ebbe luogo, il 1º novembre (festa nazionale), in un'atmosfera molto poco tradizionale, in un bagno di folla, al cimitero degli eroi a El-Alia (Algeri), con la presenza di molte donne, militanti comunisti e berberi ed artisti.
Un figlio di Kateb Yacine, Amazigh Kateb (lett. "scrittore berbero"), è impegnato, come cantante, nel gruppo Gnawa Diffusion.

## Opere
- 1946: Soliloques, poesie
- 1948: Abdelkader et l'indépendance algérienne
- 1955: Le cadavre encerclé, teatro
- 1955: Les ancêtres redoublent de férocité, tragedia
- 1955: Le Vautour, poema drammatico
- 1955: La poudre d'intelligence, farsa
- 1956: Nedjma, romanzo
- 1959: Le Cercle des représailles, teatro
- 1963: La Femme sauvage, teatro
- 1966: Le Polygone étoilé, romanzo
- 1966: Le Chameau prolétaire
- 1970: L'Homme aux sandales de caoutchouc, teatro
- 1971: Boucherie de l'espérance, teatro
- 1971: Mohamed prends ta valise, teatro (in arabo dialettale)
- 1972: Palestine trahie, teatro (in arabo dialettale)
- 1972: Saout Ennisa - La voix des femmes, teatro (in arabo dialettale)
- 1974: La guerre de deux mille ans, teatro (in arabo dialettale)
- 1986: L'œuvre en fragments, inediti raccolti da Jacqueline Arnaud
- 1988: Le bourgeois sans culotte, teatro
- 1994: Le Poète comme un boxeur, interviste
- 1999: Minuit passé de douze heures, articoli di giornale (1947-1989) - Testi riuniti da Amazigh Kateb
- 2004: Racconti Algerini di 'Abd al-Hamid Ben Haduqah, a cura di K.J.Boloyan, Bari, Edizioni Giuseppe Laterza

### Traduzioni in italiano
- Kateb Yacine, Nedjma, traduzione di Giovanni Mascetti, Milano, Jaca Book, 1983, OCLC 636317925.
- Il cerchio delle rappresaglie, trad. di E. Volterrani e P. Ferrero, Milano, Epoché, 2004